# Oddworld: Soulstorm
Oddworld: Soulstorm est un jeu vidéo de plate-formes développé et édité par Oddworld Inhabitants. Il s'agit de la suite de Oddworld: New 'n' Tasty! et du remake de Oddworld : L'Exode d'Abe. Il est sorti le 6 avril 2021 sur Microsoft Windows, PlayStation 4 et PlayStation 5. Une version "Enhanced Edition" sort le 30 novembre 2021 ainsi que les portages sur Xbox One et Xbox Series.
Une version optimisée pour la Nintendo Switch sort le 27 Octobre 2022, appelée Oddworld: Soulstorm Oddtimized Edition.

## Système de jeu
Semblable à son prédécesseur, Soulstorm est un jeu de plate-formes à défilement latéral 2,5D. Le protagoniste Abe revient dans le jeu et son objectif est de sauver ses compagnons mudokons de l'esclavage. Le jeu propose un nouveau système d'artisanat dans lequel Abe peut fabriquer et personnaliser différentes armes. Bien que le jeu soit principalement linéaire, il dispose d'une zone massive dans lequel le joueur peut accéder à de nouveaux niveaux et nouvelles zones.

## Développement
Le 14 mars 2016, il a été annoncé via un communiqué de presse qu'un nouveau jeu intitulé Oddworld: Soulstorm était en cours de développement et devrait sortir plus tard en 2017. Le jeu a été décrit par Oddworld Inhabitants comme « une reprise complète de l'histoire d'Oddworld : L'Exode d'Abe inspirée de notre conte d'origine ». Une équipe de trente personnes travaillait sur le jeu. En raison du succès commercial de New 'n' Tasty!, le jeu avait un budget plus important et le développeur a collaboré avec Frima Studio au Canada et Fat Kraken Studios en Angleterre. La sortie a été retardée plus tard en 2019, puis à nouveau reportée à 2020, avant de sortir le 6 avril 2021 sur Microsoft Windows, PlayStation 4 et PlayStation 5.